# Hong-Kong Star
Singles de France Gall
Débranche !
(1984) Calypso
(1985)
Hong-Kong Star est une chanson de France Gall extrait de l'album Débranche ! et sorti en 1984. La chanson est écrite, composée et produite par Michel Berger.

## Histoire de la chanson
En 1982, Michel Berger décide de faire une pause, après une longue période qui a suivi la rupture avec Véronique Sanson (rupture décidée par elle), le travail avec une nouvelle muse, France Gall, et son propre succès en tant que chanteur, avec notamment la sortie en 1980 de l'album Beauséjour et un tour de chant triomphal à l'Olympia de Paris en mars 1982,. Pour changer d'univers et renouveler son inspiration, Michel Berger effectue une série de voyages, notamment en Asie. Hong-Kong Star est né de sa surprise en regardant dans cette métropole la télévision et les chanteurs, qui lui semblent copier l'univers américain, oubliant leur propre culture.
Il écrit ce morceau pour France Gall, qui prépare un nouvel album, Débranche ! qui sort en avril 1984. Hong-Kong Star  en devient le deuxième single en septembre 1984 et est rapidement un succès. Ce titre fait partie des deux premiers singles de la chanteuse à entrer au Top 50, où il s'est classé à la 6e place. Il s'est écoulé à plus de 250 000 exemplaires.

## Classements
| Classement (1984)      | Meilleure position |
| ---------------------- | ------------------ |
| France (SNEP)          | 6                  |
| Québec (Max 30 Québec) | 35                 |